# Vistorps socken
Vistorps socken i Västergötland ingick i Vartofta härad, ingår sedan 1974 i Falköpings kommun och motsvarar från 2016 Vistorps distrikt.
Socknens areal är 27,56 kvadratkilometer varav 27,52 land. År 2000 fanns här 64 invånare.  Kyrkbyn Vistorp med sockenkyrkan Vistorps kyrka ligger i socknen.

## Administrativ historik
Socknen har medeltida ursprung. 
Vid kommunreformen 1862 övergick socknens ansvar för de kyrkliga frågorna till Vistorps församling och för de borgerliga frågorna bildades Vistorps landskommun. Landskommunen uppgick 1952 i Vartofta landskommun som 1974 uppgick i Falköpings kommun. Församlingen uppgick 2002 i Yllestads församling.
1 januari 2016 inrättades distriktet Vistorp, med samma omfattning som församlingen hade 1999/2000.  
Socknen har tillhört län, fögderier, tingslag och domsagor enligt vad som beskrivs i artikeln Vartofta härad. De indelta soldaterna tillhörde Skaraborgs regemente, Vartofta kompani.

## Geografi
Vistorps socken ligger sydost om Falköping. Socknen är en mossik skogsbygd med inslag av odlingsbygd.

## Fornlämningar
Från järnåldern finns gravhögar, stensättningar och domarringar.

## Namnet
Namnet skrevs 1391 Wistathorp och kommer från kyrkbyn. Efterleden innehåller torp, 'nybygge'. Förleden kan innehålla mansnamnet Viste.